# Киселево (Череповецкий район)
Киселево — деревня в Череповецком районе Вологодской области.
Входит в состав Малечкинского сельского поселения, с точки зрения административно-территориального деления — в Малечкинский сельсовет.
Расстояние по автодороге до районного центра Череповца — 27 км, до центра муниципального образования Малечкино — 8 км. Ближайшие населённые пункты — Климово, Леонтьево, Старина.
По переписи 2002 года население — 12 человек.